# Christopher John Raxworthy
Christopher John Raxworthy, né le 5 février 1964, est un herpétologiste anglais, conservateur au Musée américain d'histoire naturelle à New York.

## Biographie
Christopher John Raxworthy a étudié à l'université de Londres (Royal Holloway et Bedford New College) avec un baccalauréat en 1985 et a obtenu son doctorat en 1989 à l' Open University . Il a été professeur adjoint à l'Université du Kansas à partir de 1996 et à l'université Columbia de 1998 à 2000 devenant professeur associé et conservateur au Musée américain d'histoire naturelle.
En particulier, il a étudié l'herpétofaune de Madagascar (les geckos et les caméléons). Il s'est également rendu au Vietnam, au Ghana et au Mali pour des études de terrain. Il s'occupe de l'application des systèmes d'information géographique et des données satellitaires pour la protection des espèces et les questions écologiques. Il a décrit 50 espèces de reptiles en 2010.

## Travaux et publications
Raxworthy a particulièrement étudié la faune de Madagascar, particulièrement la faune herpétologique. Il a décrit en collaboration un certain nombre de taxons :
- avec Ronald Archie Nussbaum : 
  - Amphiglossus anosyensis, Amphiglossus mandokava et Amphiglossus punctatus, 1993.
  - Madascincus minutus, 1993.
  - Paroedura masobe, 1994.
  - Trachylepis vato, 1994.
  - Paragehyra gabriellae, 1994.
  - Brookesia ambreensis, Brookesia antakarana, Brookesia bekolosy, Brookesia brygooi, Brookesia lineata, Brookesia lolontany, 1995.
  - Trachylepis dumasi, 1995.
  - Ebenavia maintimainty, 1998.
  - Trachylepis lavarambo et Trachylepis nancycoutuae, 1998.
  - Paroedura karstophila, Paroedura maingoka, Paroedura tanjaka et Paroedura vazimba, 2000.
  - Zonosaurus anelanelany, Zonosaurus bemaraha et Zonosaurus tsingy, 2000.
  - Heteroliodon lava, 2000.
  - Calumma amber, Calumma crypticum, Calumma hafahafa, Calumma jejy, Calumma peltierorum et Calumma tsycorne, 2006.
- avec Nussbaum et Jean-Baptiste Ramanamanjato : Trachylepis tandrefana, Trachylepis tavaratra, Trachylepis vezo, 1999.

- avec Steven M. Goodman, C. P. Maminirina et Link E. Olson (d) : Microgale jobihely, 2006[3].

- Autres publications :
  - (en) « Reptiles, rainforest and conservation in Madagascar », Biological conservation, vol. 43, no 3,‎ 1988, p. 181-211.
  - (en) A review of the Madagascar snake genera Pseudoxyrhopus, Pararhadinaea, and Heteroliodon (Squamata: Colubridae), Ann Arbor, Museum of Zoology, université du Michigan, 1994.
  - (en) Systematic revision of the genus Paroedura Günther (Reptilia: Squamata: Gekkonidae) : with the description of five new species, Ann Arbor, Museum of Zoology, université du Michigan, 2000.
  - en collaboration avec Paulina D. Jenkins et Steven M. Goodman : (en) « The Shrew Tenrecs (Microgale) (Insectivora: Tenrecidae) of the Réserve Naturelle Intégrale d’Andringitra, Madagascar », Fieldiana Zoology, no 85,‎ 1996, p. 191–217.